# Lugarda da Saxônia
Lugarda da Saxônia (em latim: Liutgarda, Liudgarda ou Lugarda; em alemão:  Liutgard von Sachsen; 845 — 17 ou 30 de novembro de 885) foi rainha consorte dos Francos Orientais, da Lotaríngia, Saxônia, e da Baviera como esposa de Luís III da Germânia, e depois duquesa consorte de Suábia como esposa de Burcardo I da Suábia.

## Família
Seu pai, o progenitor da Dinastia otoniana, também conhecida como Casa de Liudolfinga, era o duque Liudolfo da Saxônia, filho de Bruno de Brunhart e de Gisela de Verla, e sua mãe era Oda de Bilungo, filha de um membro da Casa de Bilungo da Saxônia, e sua esposa, Eda. Sua mãe, Oda, supostamente teria morrido aos 107 anos de idade, em 17 de maio de 913. 
Lugarda foi a primeira filha e quarta criança de vários irmãos. Entre eles: Bruno da Saxônia, foi sucessor do pai e é venerado como um santo católico; Otão I da Saxónia, foi duque como sucessor do irmão e marido de Edviges de Babemberga; Thankmar; Enda; Hatumoda, primeira abadessa da Abadia de Gandersheim, a partir de 852; Gerberga, sucedeu a irmã como abadessa em 874, e Cristina, abadessa de Gandersheim em 897.

## Biografia
Lugarda se casou com o rei Luís, o Jovem, em uma data anterior a 29 de novembro de 874. Ele era filho do rei Luís, o Germânico e de Ema da Baviera.
A rainha era ativa politicamente, e confiável aliada de seu marido. Luís morreu em 20 de janeiro de 882.
Ela então se casou com o Burcardo I, duque da Suábia e Alamânia, e conde de Turgóvia e de Bar, em 882. 
Lugarda morreu em 17 de novembro de 885, aos 40 anos de idade e foi enterrada em Aschafemburgo, na atual Baviera.

## Descendência
De seu primeiro casamento, teve dois filhos:
- Hildegarda (875/76 - após 899), foi freira na Abadia de Frauenchiemsee, no Lago Chiem, na Baviera;
- Luís (877 - 878), morreu ao acidentalmente cair de uma janela no Palácio Imperial, em Francoforte.

Com Burcardo, foi mãe de:
- Burcardo II da Suábia (883 ou 884 - 29 de abril de 926), foi duque da Suábia e conde de Récia. Marido de Regelinda de Zurique, com quem teve cinco filhos, entre eles o duque Burcardo III da Suábia e Berta da Suábia, rainha consorte da Borgonha;
- Udalrico (884/85 - 885);
- Teoberga, casada com o conde Hupaldo de Dillingen, e mãe de Ulrico de Augsburgo, um bispo e santo católico.